# Diobelon polycarpum
Diobelon polycarpum là một loài rêu trong họ Dicranaceae. Loài này được Hedw. Hampe mô tả khoa học đầu tiên năm 1873.